# XXXIX edició dels Premis Ariel
La XXXIX edició dels Premis Ariel, organitzada per l'Acadèmia Mexicana d'Arts i Ciències Cinematogràfiques (AMACC), es va celebrar el 1997 a Ciutat de Mèxic per celebrar el millor del cinema durant l'any anterior. Durant la cerimònia, l’AMACC va lliurar el premi Ariel a 26 categories en honor de les pel·lícules estrenades el 1996.

## Premis i nominacions
Nota: Els guanyadors estan llistats primer i destacats en negreta. ⭐
| Millor pel·lícula - Cilantro y perejil ⭐ - Profundo carmesí - Reclusorio - Santo Luzbel                                                                                                   | Millor direcció - Rafael Montero – Cilantro y perejil ⭐ - Benjamín Cann – De muerte natural - Marco Julio Linares – Juego limpio |
| Millor actor - Daniel Giménez Cacho – Profundo carmesí ⭐ - Demián Bichir – Cilantro y perejil - Héctor Bonilla – Luces de la noche - Rafael Cortés – Santo Luzbel                         | Millor actriu - Regina Orozco – Profundo carmesí ⭐ - Arcelia Jiménez – Cilantro y perejil - Ana Ofelia Murguía – De muerte natural |
| Millor coactuació masculina - Salvador Sánchez – Amorosos fantasmas ⭐ - Germán Dehesa – Cilantro y perejil - Demián Bichir – Luces de la noche - Víctor Pérez – Santo Luzbel              | Millor coactuació femenina - Julieta Egurrola – Profundo carmesí ⭐ - Angélica Aragón – De muerte natural - Verónica Merchant – Profundo carmesí - Leticia Perdigón – Juego limpio                                                        |
| Millor actor de repartiment - Roberto Sosa – De muerte natural ⭐ - Bruno Bichir – Amorosos fantasmas - Juan Manuel Bernal – Cilantro y perejil - Wolf Ruvinskis – Juego limpio            | Millor actriu de repartiment - Angélica Aragón – Cilantro y perejil ⭐ - Alicia Montoya – De muerte natural - Rosa Furman – Profundo carmesí - Julio Sabido – Santo Luzbel                                                                |
| Millor argument original - Cilantro y perejil – Cecilia Pérez Grovas, Carolina Rivera ⭐ - De muerte natural – Benjamín Cann, Francisco Prieto - Santo Luzbel – Miguel Sabido              | Millor guió adaptat - Cilantro y perejil – Cecilia Pérez Grovas, Carolina Rivera ⭐ - De muerte natural – Benjamín Cann, Francisco Prieto - Profundo carmesí – Paz Alicia Garciadiego - Santo Luzbel – Miguel Sabido                      |
| Millor fotografia - Profundo carmesí – Guillermo Granillo ⭐ - Cilantro y perejil – Guillermo Granillo - Juego limpio – Henner Hofmann - Luces en la noche – Jorge Medina                  | Millor edició - Cilantro y perejil – Oscar Figueroa Jara ⭐ - Profundo carmesí – Rafael Castanedo - Reencuetros – Carlos Savage - Santo Luzbel – Oscar Figueroa Jara                                                                      |
| Millor escenografia - Profundo carmesí – Antonio Muñohierro ⭐ - Cilantro y perejil – María Teresa Pecanins - Luces de la noche – José Luis Aguilar, Tomas Owen                            | Millor banda sonora - Cilantro y perejil – Enrique Quezadas Luna ⭐ - Luces de la noche – María Granillo - Reencuentros – Amparo Rubin |
| Millor tema musical - Cilantro y perejil – Carolina Rivera, Enrique Quezadas, Fernando Sariñana ⭐ - Juego limpio – Armando Manzanero, Juan Pablo Manzanero - Santo Luzbel – Miguel Sabido | Millor so - Cilantro y perejil – Gabriel Romo, Lena Esquenazi, Rogelio Villanueva, Salvador de la Fuente ⭐ - Amorosos fantasmas – Fernando Cámara - Luces de la noche – Antonio Diego, Nerio Barberis - Profundo carmesí – Gabriela Romo |
| Millor ambientació - Profundo carmesí – Marisa Pecanins, Mónica Chirinos ⭐ - Cilantro y perejil – Teresa Pecanins - Luces de la noche – Ángeles Martínez, Jorge Lara, José Luis Aguilar   | Millor vestuari - Profundo carmesí – Mónica Neumaier ⭐ - Amorosos fantasmas – Federico Castillo - Luces de la noche – Mariestela Fernández                                                                                               |
| Millor maquillatge - Profundo carmesí – Carlos Sánchez Serrano ⭐ - Juego limpio – Lucrecia González Muñoz - Luces de la noche – Angelina Chagoya                                          | Millors efectes especials - Amorosos fantasmas – Alejandro Vázquez ⭐ - La ley de las mujeres – Luis Chávez - Profundo carmesí – Javier Ángel Moreno                                                                                      |
| Millor opera prima - Juego limpio – Marco Julio Linares ⭐ - El amor de tu vida S.A. – Leticia Venzor - Luces de la noche – Sergio Muñoz Güemes                                            | Millor curtmetratge de ficció - Del jazmín en flor – Daniel Gruener ⭐ - El hombre que murió de rumor – Rodrigo García Sáiz - Novia mía – Rodrigo Plá                                                                                     |
| Millor curtmetratge documental - (No atorgat) | Millor llargmetratge documental - (No atorgat) |
| Millor migmetratge de ficció - (No atorgat) | Ariel d'or - Antonio Aguilar ⭐ - Katy Jurado ⭐ - Roberto Cañedo ⭐ |
| Medalla Salvador Toscano - Gregorio Walerstein ⭐ | Reconeixement especial - Aurelio de los Reyes ⭐ - Fernando Morales Ortiz ⭐ |